# Земляные вьюрки
Земляные вьюрки (лат. Geospiza) — род воробьиных птиц из семейства танагровых. Все виды являются эндемиками Галапагосских островов и принадлежат группе, так называемых галапагосских вьюрков.
Ранее включали в семейство овсянковых. Молекулярно-филогенетический анализ, проведённый в 2014 году, показал, что все галапагосские вьюрки относятся к семейству танагровых.

## Список видов
В состав рода включают 9 видов:
- Geospiza acutirostris Ridgway, 1894
- Geospiza conirostris — Большой кактусовый земляной вьюрок
- Geospiza difficilis — Остроклювый земляной вьюрок
- Geospiza fortis — Средний земляной вьюрок
- Geospiza fuliginosa — Малый земляной вьюрок
- Geospiza magnirostris — Большой земляной вьюрок
- Geospiza propinqua Ridgway, 1894
- Geospiza scandens — Кактусовый земляной вьюрок[4]
- Geospiza septentrionalis Rothschild & Hartert, 1899